# The Kettering Incident
The Kettering Incident, es una serie transmitida del 4 de julio del 2016 al 15 de agosto del 2016 por medio de la cadena Foxtel.

## Historia
Anna Macey dejó Kettering, Tasmania cuando tenía sólo 14 años, poco después su mejor amiga Gillian Baxter desaparece, cuando ambas se encontraban jugando en los bosques prohibidos cuando vieron extrañas luces en el cielo. Ocho horas después Anna fue encontrada sola, aterrorizada y cubierta de sangre. 
15 años después Anna ahora una doctora vuelve a Kettering y pronto se encuentra con que la ciudad lucha por sobrevivir. Los bosques han sido marcados para la explotación forestal y la comunidad se ha dividido por enfrentamientos violentos entre los ecologistas y los madederos locales. Aunque ha pasado mucho tiempo la reaparición de Anna ocasiona un revuelo entre los locales, y las teorías y rumores toman más fuerza: desde que Anna asesinó a su amiga hasta que fue secuestrada por extraterrestres.
Sin embargo cuando Chloe Holloway, otra joven desaparece repentinamente bajo circunstancias idénticas a la desaparición de Gillian. Para limpiar su nombre y recuperarse de los dolorosos recuerdos Anna decide investigar lo que realmente sucedió con su amiga la noche que desapareció, y en el camino descubre secretos enterrados profundamente en su mente y en la gente de Kettering.
Más tarde Anna descubre que Lewis "Lofty" Sullivan, el hombre que había encontrado años atrás y había sido acusado de la desaparición de Gillian, era en realidad inocente y que su padre Roy Macy, como oficial de la policía había creado suficiente evidencia para incriminarlo, cuando Anna le pregunta la razón por la cual había hecho eso, Roy le revela que el día de la desaparición de Gillian, Anna había descubierto que ella era su media hermana y se había enojado mucho, cuando él la había encontrado en la antigua casa de los Sullivan después de desaparecer por 8 horas, Anna estaba cubierta de sangre y él creía que había matado a Gillian, por lo que Anna se enfurece con él por creer que sería capaz de herir a alguien.
Durante el final de la temporada se descubre que el verdadero nombre de Jens es David Owen, un científico que había desaparecido en la Antártida en 1988 y que no había envejecido a comparación de su colega Dominic Harold. Owen fue expuestos a una concentración de toxinas por la organización "Amber Arrow" y luego de ser el único sobreviviente es reclutado por la organización y enviado a Kettering, para descubrir quién más era inmune, sin embargo para descubrirlo crea un plan en donde comienza a clonar a los residentes del pueblo y los encierra en un búnker secreto debajo de la vieja casa de los Sullivan.
El plan está ligado al estudio de Jens sobre el Lomatia tasmanica, que es una de las más antiguas plantas en el mundo que permitían la clonación. Sin embargo cuando Jens se da cuenta de que las personas que no eran inmunes comenzaban a tener tener efectos secundarios, como comportamientos extraños, enfermedades, delirios psicóticos y experimentaban cambios en la piel y en sus personalidades, comienza a envenenarlos.
Finalmente Anna descubre lo que sucedió 15 años atrás: cuando Jens activa el experimento dos pequeñas: Anna y Gillian ven las luces creadas por la tecnología y entran al bosque para investigar, sin embargo terminan siendo clonadas, Jens decide encerrárlas en el búnker. El plan de Jens era mantener encerradas a los clones y liberar a las dos jóvenes, sin embargo es persuadido por Wendy, la madre de Anna quien también era parte de la organización, de mantener a Gillian encerrada y usar su "desaparición" para castigar a Roy y Ranae por su aventura, sin embargo el clon de Anna, logra escaparse. Poco después Jens convierte al clon de Gillian en su asistente y la nombra Colleen McKay.
Lofty no había encontrado a Anna sino que Jens le había encargado regresarla a un lugar en donde Roy la encontraría. También se revela que algunos de los residentes que no eran inmunes eran: Adam, Eliza, Chloe, Travis y Kade (el hijo de Jens), y otros clones en el pueblo eran Lofty, Adam, Fiona y Wendy. Casi al final se revela que Renae era la responsable del asesinato de su sobrina, Chloe. Mientras que el oficial Brian recibe un disparo de Dane Sullivan y Domini recibe un disparo luego de acercarse al secreto de Jens.

## Personajes[6]

### Personajes Principales
| Actor             | Personaje                  | Trabajo                    | N.º de episodios | Duración |
| ----------------- | -------------------------- | -------------------------- | ---------------- | -------- |
| Elizabeth Debicki | Anna Macy                  | Doctora                    | 8                | 2016     |
| Matthew Le Nevez  | Brian Dutch                | Detective Mayor (corrupto) | 8                | 2016     |
| Henry Nixon       | Ferguson "Fergus" McFadden | Detective Mayor            | 8                | 2016     |
| Alison Whyte      | Deb Russell                | -                          | 8                | 2016     |
| Anthony Phelan    | Roy Macy                   | Policía / Padre de Anna    | 8                | 2016     |
| Damon Gameau      | Jens Jorgensson/David Owen | Activista / Científico     | 8                | 2016     |
| Brad Kannegiesser | Adam Holloway              | -                          | 8                | 2016     |
| Nathan Spencer    | Lewis "Lofty" Sullivan     | -                          | 8                | 2016     |
| Marcus Hensley    | Mick "Macca" MacDonald     | -                          | 8                | 2016     |
| Matthew Burton    | Singlet Russell            | -                          | 8                | 2016     |
| Katie Robertson   | Sandra "Sandy" Hull        | -                          | 7                | 2016     |
| Kris McQuade      | Fiona McKenzie             | Doctora                    | 6                | 2016     |

### Personajes Recurrentes
| Actor                        | Personaje                                                  | Trabajo                                             | N.º de episodios | Duración |
| ---------------------------- | ---------------------------------------------------------- | --------------------------------------------------- | ---------------- | -------- |
| Neil Pigot                   | Dominic Harrold                                            | Doctor                                              | 8                | 2016     |
| Damien Garvey                | Max Holloway                                               | Padre de Chloe / Dueño de "Mother Sullivan’s Ridge" | 8                | 2016     |
| Sacha Horler                 | Barbara "Barb" Baxter-Holloway                             | Madre de Chloe / Amante de Brian                    | 8                | 2016     |
| Suzi Dougherty               | Renae Baxter-Kingston                                      | -                                                   | 8                | 2016     |
| Tilda Cobham-Hervey          | Eliza "Liza" Grayson                                       | Mejor Amiga de Chloe                                | 8                | 2016     |
| Dylan Young                  | Dane Sullivan                                              | exnovio de Chloe                                    | 8                | 2016     |
| Maddison Brown               | Anna Macy (de joven)                                       | -                                                   | 7                | 2016     |
| Ben Oxenbould                | Craig Grayson                                              | -                                                   | 7                | 2016     |
| Thomas Readman               | Kade Fisher                                                | -                                                   | 6                | 2016     |
| Maya Jean                    | Matilda Russell                                            | -                                                   | 6                | 2016     |
| Edwin Hodgeman               | Billy "Pop" Sullivan                                       | Padre de Lofty                                      | 5                | 2016     |
| Genevieve Hegney             | Sharon Sullivan                                            | -                                                   | 5                | 2016     |
| Sarah Wood                   | Wendy Macy                                                 | Madre de Anna                                       | 5                | 2016     |
| Michael Earnshaw             | Jack Steadman                                              | -                                                   | 5                | 2016     |
| Bryony Geeves                | Denise Fisher                                              | Madre de Kade                                       | 4                | 2016     |
| Joseph Clements              | Brendan Trengrove                                          | Asistente del Comisionado                           | 4                | 2016     |
| Nathan Lovejoy               | Tim Edwards                                                | Doctor / Profesor                                   | 3                | 2016     |
| Anna McGahan Miranda Bennett | Gillian Baxter/Dr. Colleen McKay Gillian Baxter (de joven) | Doctora -                                           | 1 8              | 2016     |

### Antiguos Personajes Recurrentes
| Actor              | Personaje       | Trabajo  | N.º de episodios | Duración | Estado | Causa     |
| ------------------ | --------------- | -------- | ---------------- | -------- | ------ | --------- |
| Kevin MacIsaac     | Travis Kingston | -        | 8                | 2016     | Muerto | asesinado |
| Sianoa Smit-McPhee | Chloe Holloway  | Camarera | 8                | 2016     | Muerta | asesinada |

## Episodios
La temporada estuvo conformada por ocho episodios, los cuales fueron transmitidos del 4 de julio del 2016 hasta el 15 de agosto del 2016.

## Premios y nominaciones
| Año  | Categoría                                              | Premio                      | Nominados (as)                                           | Resultado |
| ---- | ------------------------------------------------------ | --------------------------- | -------------------------------------------------------- | --------- |
| 2016 | Best Lead Actress In A Television Drama                | AACTA Award                 | Elizabeth Debicki                                        | Ganó      |
| 2016 | Best Guest Or Supporting Actress In A Television Drama | AACTA Award                 | Sacha Horler                                             | Nominada  |
| 2016 | Best Guest Or Supporting Actress In A Television Drama | AACTA Award                 | Sianoa Smit-McPhee                                       | Nominado  |
| 2016 | Best Telefeature Or Mini Series                        | AACTA Award                 | The Kettering Incident                                   | Ganó      |
| 2016 | Best Direction In A Television Drama Or Comedy         | AACTA Award                 | Rowan Woods                                              | Nominado  |
| 2016 | Best Cinematography In Television                      | AACTA Award                 | Ari Wegner                                               | Nominado  |
| 2016 | Best Screenplay In Television                          | AACTA Award                 | Victoria Madden                                          | Nominada  |
| 2016 | Best Original Music Score In Television                | AACTA Award                 | Matteo Zingales y Max Lyandvert                          | Ganaron   |
| 2016 | Special Jury Prize                                     | Series Mania Festival Award | The Kettering Incident                                   | Ganó      |
| 2015 | Television: Mini-Series – Adaption                     | AWGIE Award                 | Vicki Madden, Andrew Knight, Cate Shortland & Louise Fox | Nominado  |

## Producción
La serie fue dirigida por Rowan Woods y Tony Krawitz. Escrita por Victoria Madden, Louise Fox, Cate Shortland y Andrew Knight.
La serie fue transmitida por Foxtel en Australia y por BBC Worldwide internacionalmente.
La preproducción de la serie comenzó en junio del 2014.
La actriz Maddison Brown interpretó a Anna Macy de joven y la actriz Miranda Bennett a Gillian Baxter de joven.